# クマヒラ
株式会社クマヒラは主に金融機関向け金庫設備、及びセキュリティシステム機器を製造・販売している企業である。
創業120年を超える老舗で、金庫メーカーとしては国内最大手である。

## 概要
創業の金庫設備については、主に金融機関向けの大規模な金庫室設備や貸金庫設備を手がけており、国内では圧倒的なシェアを誇る最大手である。また、美術館などで文化財を保存するための収蔵庫設備や、原子力関連施設・医療機関向けの遮蔽設備なども手がけている。
近年ではセキュリティシステム製品に注力しており、入退室管理システムや映像監視システム、セキュリティゲートなど、幅広い製品ラインナップを揃えている。
クマヒラグループは、研究開発・製造を担う株式会社熊平製作所（くまひらせいさくしょ、本社：広島県広島市南区）と、販売・サービスを担う株式会社クマヒラ（本社：東京都中央区）の2社を中心に構成されている。その他、警備会社である株式会社クマヒラセキュリティ（本社：広島市南区）を傘下に持っている。

## 沿革
- 1898年（明治31年）- 熊平源蔵が金庫の販売・修理を目的に熊平商店を設立。
- 1938年（昭和13年）- 熊平商店広島工場を新設。
- 1943年（昭和18年）- 広島工場を独立させ、株式会社熊平製作所を設立。
- 1949年（昭和24年）- クマヒラにとって第一号となる重量金庫扉を納入。株式会社東京熊平金庫店を設立。
- 1953年（昭和28年）- 株式会社大阪熊平金庫店を設立。
- 1960年（昭和35年）- 従来の手動式金庫扉に代わる国産第一号の電動金庫扉を納入。
- 1964年（昭和39年）- 画期的な防御材「クマヒラアロイ」の開発に成功し、金庫扉の防御力が飛躍的に向上。
- 1966年（昭和41年）- 東洋一のマンモス金庫扉を納入。
- 1972年（昭和47年）- 日本初の防犯カメラ（写真式）を発売し、全国の金融機関に納入。
- 1974年（昭和49年）- クマヒラにとって初となる入退室管理システム「ガードロック」を発売。
- 1983年（昭和58年）- 省スペース・無人運行の自動搬送型貸金庫「FX-1」を開発。
- 1984年（昭和59年）- 熊平商店を株式会社クマヒラに社名変更。同時に大阪熊平金庫店を株式会社大阪クマヒラ、東京熊平金庫店を株式会社東京クマヒラにそれぞれ社名変更。
- 1986年（昭和61年）- 警備保障を事業とする株式会社クマヒラ警備保障（現・クマヒラセキュリティ）を設立。
- 1991年（平成3年）- 新たな生産拠点として千代田工場が操業開始。
- 1996年（平成8年）- 販売会社の名称を株式会社クマヒラに統一し、東京本社と大阪本社の2社体制とする。
- 2001年（平成13年）- 様々なセキュリティ機器を一元管理できる入退室管理システム「GG-1」を発売。
- 2005年（平成17年）- 株式会社クマヒラ（東日本）と株式会社クマヒラ（西日本）が合併。

## 主要製品
- 金庫・貸金庫設備
主に金融機関向けの大規模な金庫室設備、貸金庫設備を手がけている。貸金庫については、ATM感覚で利用できる全自動タイプのものが主流となっている。
- 入退室管理システム
主力製品であるGGシリーズは、入退室管理機能だけでなく、他の様々なセキュリティ機器とネットワークで接続し、権限の設定や履歴の管理を一元的に行うことができるなど、セキュリティマネジメントシステムとしての機能を備えている。
- 映像監視システム
監視カメラとデジタル録画装置を手がけている。アナログカメラとネットワークカメラに対応したハイブリッドタイプが主力製品である。
- セキュリティゲート
用途に合わせて、様々なタイプのセキュリティゲートをラインナップに揃え、グッドデザイン賞も多数受賞している。
  - ツインゲート　（2003年度グッドデザイン賞受賞）
  - ロータゲート
  - スイングゲート　（2005年度グッドデザイン賞受賞）
  - サークルゲート　（2006年度グッドデザイン賞受賞）
  - エンターゲート
  - フレックスゲート
  - ユニゲート　（2009年度グッドデザイン賞受賞）
  - モードゲート　（2010年度グッドデザイン賞受賞）
  - ライトゲート　（2011年度グッドデザイン賞受賞）
  - スターンゲート　（2012年度グッドデザイン賞受賞）
  - パブリティゲート
  - モバイルゲート　（2017年度グッドデザイン賞受賞）
  - ランドゲート　（2017年度グッドデザイン賞受賞）
  - ツインゲート２　（2018年度グッドデザイン賞受賞）
  - ユニゲートS　（2019年度グッドデザイン賞受賞）
  - スタンドドア
  - セクターゲート　（2020年度グッドデザイン賞受賞）
  - スタンドドアライト
- 鍵管理システム
鍵の使用権限を個別に設定し、使用履歴を管理できるシステムを手がけている。
- 隠匿物検知システム
危険な液体を未開封のまま検査する液体検査装置や金属探知機を製造している。
- その他
  - 文化財施設向け収蔵庫設備
  - 原子力関連施設・医療機関向け遮蔽設備

## 主要事業所
- 株式会社クマヒラ
  - 本社 （東京都中央区）
  - 関東支社 （東京都中央区）
  - 東海支社 （名古屋市東区）
  - 関西支社 （大阪市中央区）
  - 中四国支社 （広島市中区）
  - 九州支社 （福岡市博多区）
- 株式会社熊平製作所
  - 本社及び本社工場 （広島市南区）
  - 千代田工場 （広島県山県郡北広島町）
- 株式会社クマヒラセキュリティ
  - 本社 （広島市南区）
  - 松江支店 （島根県松江市）
  - 徳山営業所 （山口県周南市）

## 提供番組（すべて過去）
- TBSエキサイトナイター（JRNナイター・のちの「TBSラジオ エキサイトベースボール」の前身番組・ナイターシーズンのみ火曜日の提供）
- 木村太郎のワンダーランド（ナイターオフ時の平日に放送・1990年度まで）